# دودمان پوماره
دودمان پوماره (انگلیسی: Pōmare dynasty)، سلسله سلطنتی حاکم بر پادشاهی تاهیتی در فاصله زمانی اتحاد جزایر و شکل‌گیری دولت مذکور توسط پوماره یکم در سال ۱۷۸۸ و واگذاری پادشاهی به فرانسه توسط پوماره پنجم در سال ۱۸۸۰ بود.
دامنه نفوذ این دودمان در زمانی بیشتر جزایر انجمن، جزایر آسترل و مجمع‌الجزایر توآموتو را در بر می‌گرفت.
.